# Kanonenfieber
Kanonenfieber est un groupe allemand de Heavy Metal, originaire de Bamberg, en Bavière. Ils jouent du blackened death metal caractérisé par des paroles portant sur la Première Guerre mondiale. Noise, l'unique membre du groupe, a l'idée de créer Kanonenfieber après avoir lu le journal de son arrière-grand-père, écrit sur les lignes de front pendant la première Guerre mondiale.

## Histoire
L'unique membre du groupe se fait appeler Noise, et est originaire de Bamberg. Lors des concerts, il est accompagné de musiciens invités et se cantonne au chant. Toutefois, il joue de tous les instruments en studio. De septembre à fin novembre 2020, il enregistre les neuf titres du premier album Menschenmühle au Noisebringer Studio. Le mixage et le mastering ont pris un mois et demi supplémentaire. Noise est le seul responsable des enregistrements.

## Style musical
Metal.de décrit le style du premier album comme « black / death metal » que Scheppercore qualifie de « blackened death metal ». Jan Jaedike du Rock Hard décrit le son comme du « death metal épique ». D'autres critiques le décrivent comme « du black metal mélodique moyennement rapide »  ou du « black metal traditionnel, avec des interludes intéressants ». D'autre part, on souligne que le chant et certains riffs empruntent au death metal voire au death-doom , voire tire des influences du post-rock.
Selon metal.de, l'atmosphère créée par le groupe est similaire à celle de 1914 ou de Bolt Thrower. Minenwerfer est également mentionné comme référence. Les mélodies et le « savoir-faire méticuleux » rappellent à Jaedike, rédacteur en chef du Rock Hard, le groupe de death metal mélodique allemand Heaven Shall Burn.

## Membres
Noise et son groupe live gardent délibérément leur identité secrète, en référence à la Tombe du Soldat Inconnu. Le groupe porte des uniformes de la première Guerre mondiale et se couvre le visage avec des masques noirs intégraux.

### Membres actuels
- Noise – chant, multi-instruments (depuis 2020)
- Hans Kanonenfieber - batterie de session (2021)

### Membres live
- Gunnar - basse, chœurs (depuis 2021)
- Hans - batterie (depuis 2021)
- Kreuzer - guitare solo (depuis 2021)
- Sickfried - guitares rythmiques (depuis 2021)

## Discographie

### Albums studio
- 2021 : Menschenmühle (Noisebringer Records, Avantgarde Music)
- 2024 : Die Urkatastrophe (Century Media Records)

### EP
- 2022 : Yankee Division (Noisebringer Records)
- 2022 : Der Füsilier (Noisebringer Records)
- 2023 : U-Bootsmann (Noisebringer Records)

### Singles
- 2022 : The Yankee Division March (Noisebringer Records)
- 2022 : Stop The War (Noisebringer Records)
- 2022 : Yankee Division (Noisebringer Records)
- 2022 : Der Füsilier I (Noisebringer Records)
- 2023 : Kampf und Sturm (Noisebringer Records)
- 2024 : Menschenmühle (Century Media Records)
- 2024 : Panzerhenker (Century Media Records)
- 2024 : Der Maulwurf (Century Media Records)

## Autres projets
Outre Kanonenfieber, Noise a deux autres projets nommés Non Est Deus et Leiþa. Chacun de ces projets possède également son propre thème lyrique. Non Est Deus, le premier projet solo de Noise, traite de « l'absurdité de la pratique fanatique de la religion », tandis que Leiþa aborde des thèmes comme le désespoir, la haine de soi et la dépression. Tout comme Kanonenfieber, Noise garde également son identité et celle de son groupe secrètes en utilisant les mêmes noms d'alter ego et des costumes couvrant le corps.